# Boîte combinée
Pour les articles homonymes, voir Boîte.

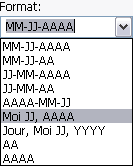
Boîte combinée de choix de format de la date

En informatique, une boîte combinée (en anglais combo-box ou combobox) est un élément d'interface graphique qui réunit une zone de texte et une liste déroulante. Cet élément est couramment utilisé par des sites Web et des logiciels.
À l'état initial seulement, une des valeurs possibles de la liste est affichée. Dans la grande majorité des cas, une manière de montrer les autres options est placée juste à côté de la zone de modification de texte. La valeur de la zone est changée en sélectionnant à partir de la liste déroulante. De plus, l'utilisateur peut saisir directement ses propres valeurs en utilisant la zone de texte. La valeur initiale peut être changée programmatiquement, ce n'est pas nécessairement le premier élément de la liste.
En programmation, on peut généralement ajouter et enlever des items un par un à la boîte combinée, ou en groupe.